# Sérgio Jockyman
Sergio Jockymann (Palmeira das Missões, 29 de abril de 1930 – Campinas, 16 de fevereiro de 2011) foi um jornalista, romancista, poeta e dramaturgo brasileiro. Ficou conhecido por seu trabalho na comunicação do Rio Grande do Sul e por seus trabalhos como dramaturgo no teatro e na televisão.
Foi deputado estadual do Rio Grande do Sul entre 1991 e 1995.

## Biografia
Nasceu em Palmeira das Missões e, ainda criança, foi morar em Cruz Alta. Seu pai, Jorge, em suas palavras, "um alemão grosso", era um engenheiro agrônomo e farmacêutico, e sua mãe, professora primária. Quando criança, despertou o gosto pela literatura ao frequentar a biblioteca pública de Cruz Alta. No entanto, era reprimido pelo pai, que o castigava por ler livros considerados "pornográficos".
Na adolescência, veio morar em Porto Alegre, onde estudou no Colégio Estadual Júlio de Castilhos. Não chegou a completar o ensino médio.
Foi casado com Iarema Coelho e, mais tarde, com Simone Jockymann. Teve seis filhos.

### Carreira
Jornalista desde os 19 anos, iniciou a carreira na Rádio Difusora como locutor e redator, em 1949. Em seguida, passou a trabalhar na Rádio Farroupilha. Também trabalhou no Diário de Notícias, onde seu talento foi reconhecido por ocasião da morte do então presidente Getúlio Vargas, com a publicação de um artigo intitulado "Há um homem pelas ruas", e no semanário Hoje. Em 1955, sua primeira peça foi encenada: Caim. Também em 1955, concorreu a vereador de Porto Alegre pelo PSB e perdeu, obtendo 99 votos.
Em 1957, passou a ser redator e produtor da Rádio Guaíba, onde chegou a produzir cinco programas ao tempo. Reproduziu a experiência de Orson Welles, que recriou a situação de A Guerra dos Mundos, em 1938. Publicou seu primeiro livro em 1958, Poemas em negro, editado pelo Instituto Estadual do Livro.
Sua peça de maior sucesso foi encenada em 1961, Boa tarde, excelência. Voltou a trabalhar na Rádio Farroupilha em 1963, assumindo como diretor artístico da emissora. Também trabalhou na Rádio Gaúcha. Nos anos 1960, assinou colunas nos jornais Zero Hora e Diário de Notícias.
A partir de 1969, começou a trabalhar na Companhia Jornalística Caldas Júnior, escrevendo colunas para a Folha da Manhã e Folha da Tarde. Também passou a apresentar um comentário diário na Rádio Guaíba com uma trilha característica: "Rossana", do filme Os sete homens de ouro. Também em 1969, escreveu sua primeira novela para a TV, Nenhum Homem é Deus.
Em 1972, ajudou a criar o Jornal do Almoço, da RBS TV, do qual também participou. Em 1975, foi um dos criadores do Portovisão, do qual seria um dos primeiros apresentadores ao lado de Tânia Carvalho, Clovis Duarte, Cascalho e José Fogaça. Também em 1975, escreveu seu maior sucesso para a TV, O Machão, novela exibida pela Rede Tupi. Ainda na década de 1970, em 1978, transferiu-se para a TV Piratini, apresentando o programa Meio-Dia, com participação de Luis Fernando Verissimo, Josué Guimarães e Simone Jockymann.
Em dezembro de 1979, passou a trabalhar na TV Guaíba, fazendo o comentário final do programa Guaíba ao Vivo. Em 1980, sua peça teatral Spiros Stragos, escrita em 1977, foi publicada pelo Serviço Nacional de Teatro, ligado ao Ministério da Educação e Cultura, e obteve o 2º lugar no IX Congresso Nacional de Dramaturgia.
Em 1981, chamado por Walter Galvani, passou a publicar o folhetim Clô Dias e Noites, na Folha da Tarde, com sucesso. No ano seguinte, o folhetim foi editado em livro pela L&PM Editores. Em 1984, foi ao ar seu último trabalho na TV, o seriado Casal 80. Também em 1984, deixou de publicar crônicas na Folha da Tarde com o encerramento da publicação. Em 1985, assume a direção geral da TV Guaíba. Nos meses em que Jockymann dirigiu a emissora, colocou no ar muitas atrações locais, como os programas Aqui e Agora e A Hora e A Vez do Rio Grande..
Em 1986, deixou a TV Guaíba e a Companhia Jornalística Caldas Júnior e criou seu próprio jornal, o semanário RS - O Jornal da Semana, que mais tarde seria conhecido como RS - O Jornal do Jockymann. No veículo, o destaque foi a cobertura do assassinato do jornalista e deputado estadual gaúcho José Antônio Daudt. Em geral, as matérias apresentavam hipóteses diferentes das aceitas pela Polícia Civil e Ministério Público para o caso. O trabalho rendeu-lhe cartas ameaçadoras. Algumas delas, Jockymann chegou a publicar no próprio jornal. O RS seria editado até 1993.
Entre o fim dos anos 1980 e o começo dos anos 1990, Jockymann trabalhou na Rádio Pampa e na Rádio Bandeirantes.
Nas eleições de 1988, foi candidato derrotado à prefeitura de Porto Alegre pelo Partido Liberal, terminando a disputa em sétimo lugar, com 48 627 votos. Em 1990, concorreu a deputado estadual pelo PDT e venceu, com 14 575 votos. Em 1994, disputou a reeleição, pelo PMDB, obteve 5 028 votos e não se reelegeu.
Entre 1996 e 2006, publicou colunas diárias nos jornais do Grupo Editorial Sinos.
Um dos seus textos mais famosos, Os Votos, publicado na Folha da Tarde em 1978, ganhou grande repercussão com o advento da internet e das redes sociais, tendo sido erroneamente atribuído ao escritor francês Victor Hugo, às vezes com o título Desejos.
Faleceu aos 80 anos de idade, no Hospital de Clínicas da Universidade Estadual de Campinas, onde estava internado desde 29 de dezembro de 2010 para tratar uma insuficiência renal crônica, diagnosticada em 1999. Foi cremado na cidade de São Paulo.

## Obras

### Livros
- Poemas em Negro. Porto Alegre, Instituto Estadual do Livro, 1958
- Vila Velha 1. Porto Alegre, Garatuja, 1975
- Vila Velha 1. Porto Alegre, Garatuja, 1976
- Clô Dias & Noites. Porto Alegre, L&PM Editores, 1982
- Sortilégio. Porto Alegre, L&PM Editores, 2000

### Televisão
- 1969 - Confissões de Penélope
- 1969 - Nenhum Homem é Deus
- 1970 - A Gordinha
- 1972 - Na Idade do Lobo
- 1973 - O Conde Zebra
- 1974 - O Machão
- 1975 - O Sheik de Ipanema
- 1975 - Vila do Arco
- 1978 - Roda de Fogo
- 1980 - Dulcinéa vai à guerra
- 1984 - Casal 80

### Teatro
- 1955 - Caim
- 1957 - Tutu marambá
- 1961 - Boa tarde, excelência
- 1966 - Marido, matriz e filia'
- 1968 - Lá
- 1972 - A malcriação do mundo
- 1977 - Spiros Stragos
- 1978 - Se
- 1979 - TrezeReferências

1. 1 2 3 4 5 6 7 8 9 10 11 12 13 14 15 16 17 18 19 20 21 22 23 24 25 26 27 28 29 30 31 32  Bertão Filho, Italo. «Uma década sem Sergio Jockymann, que criou bordão 'Pensem nisso'». Jornal do Comércio. Jornal do Comércio. Consultado em 9 de março de 2021
2. ↑  «Naquele tempo do Julinho». Rua da Margem (em inglês). Consultado em 9 de março de 2021
3. 1 2 3 4  Jockymann, Sérgio (2012). Pensem nisso ... enquanto eu lhes digo até amanhã!. Porto Alegre, RS: [s.n.] OCLC 1001439630
4. 1 2 3  «Blog do Emilio Pacheco: Meio-dia» (em inglês). Consultado em 9 de março de 2021
5. ↑  «Eleições 1994 - Tribunal Regional Eleitoral do Rio Grande do Sul». Tribunal Regional Eleitoral do Rio Grande do Sul |nome1= sem |sobrenome1= em Authors list (ajuda)
6. ↑  «Blog do Emilio Pacheco: Clique para ampliar» (em inglês). Consultado em 9 de março de 2021
7. 1 2  Zero Hora (16 de fevereiro de 2011). «Morre aos 80 anos o jornalista gaúcho Sérgio Jockymann». 17/02/2011. Consultado em 17 de fevereiro de 2011